# Bede-Fazekas Annamária
Bede-Fazekas Annamária (Budapest, 1963. augusztus 24. –)  magyar színésznő, szinkronszínész.

## Életpályája
A Pinceszínház társulatában kezdte a pályáját 1981–1984 között. 1988-ban végzett a Színház- és Filmművészeti Főiskolán Kazimir Károly osztályában, majd a Szegedi Nemzeti Színházban kapott munkát. 1992-től 1997-ig az Arizona Színház, 1997-től 2000-ig a Nemzeti Színház, 2000-től 2003-ig a Pesti Magyar Színház, majd pedig 2003 őszétől 2008-ig a Vidám Színpad, 2003-tól a későbbi Centrál Színház tagja volt. 2020-2025 között a Pesti Magyar Színház színésze volt. 2025-től a Kolibri Színház tagja.
Színházi szerepei mellett rendszeresen szerepelt a Gálvölgyi Showban, és ő alakította Károlyi Emmát a Kisváros című sorozatban, illetve ő Lara anyja a Holnap Tali! című websorozatban.
2013-tól a Pesti Magyar Színiakadémia beszédtechnika, illetve vers- és prózamondás tanára, és az Őze Lajos Művészeti Iskola tanfolyam-vezetője.
Szülei: Regényi Márta és Bede-Fazekas Csaba operaénekes.
Testvérei: Szabolcs, Zsófia, Lóránt, és Máté.

## Díjai
- Agárdy-emléklánc (2022)[12]
- Főnix-díj (2023)[13]

## Munkássága

### Filmek
- Hajnali párbeszéd (1986)
- Fekete kefe (2005)
- A Nap utcai fiúk (2007) - Részeg nő
- Bubus (2010) - Olga, Pál felesége
- Magyar Passió (2021)
- Pacsirta (2022) - Vajkayné

### Sorozatok
- Fürkész történetei (1983) - Az alma
- Gyuszi ül a fűben (1989–1990)
- Kisváros (1998–1999) - Károlyi Emma
- Pirkadat (2008) - Orána (hangja)
- Gálvölgyi Show (2001–2011)
- Marslakók (2012) - Annamária
- A mi kis falunk (2017–) - Manyó
- Holnap Tali! (2016–2017) - Lara anyja
- Drága örökösök (2020) - Zumba oktató

## Szinkronszerepei

### Filmek
| Cím                         | Szereplő            | Színész                   |
| --------------------------- | ------------------- | ------------------------- |
| Családi fészek              | Ginette             | Danièle Girard            |
| Rocky Horror Picture Show   | Columbia            | Nell Campbell             |
| Heuréka                     | Frieda              | Helena Kallianiotes       |
| Doc Hollywood               | Nancy Lee Nicholson | Bridget Fonda             |
| Az asztronauta              | Natalie Streck      | Donna Murphy              |
| 28 nap                      | Roshanda            | Marianne Jean-Baptiste    |
| Csupasz pisztoly a (z)űrben | Dr. Uschi Künstler  | Alexandra Kamp-Groeneveld |
| Csajok Monte-Carlóban       | Madame Valerie      | Valérie Lemercier         |

### Sorozatok
| Cím               | Szereplő                     | Színész            |
| ----------------- | ---------------------------- | ------------------ |
| Ezel              | Selma Hünel                  | Nurhan Özenen      |
| Szívek szállodája | Liz Danes                    | Kathleen Wilhoite  |
| A mentalista      | Katherine Blakely            | Kate McNeil        |
| Árva angyal       | Luisa San Román de Maldonado | Elizabeth Dupeyrón |
| Dallas            | Valene Clements Ewing        | Joan Van Ark       |
| Tengeri őrjárat   | Viviana Amitrano             | Rosa Pianeta       |
| Hank Zipzer       | Miss Adolf                   | Felicity Montagu   |
| Kikiwaka tábor    | Gladys                       | Mary Scheer        |
| A nagykövet lánya | Halise Efeoğlu               | Gonca Cilasun      |

### Rajzfilmek
| Cím                | Szereplő    | Színész      |
| ------------------ | ----------- | ------------ |
| A kertvárosi gettó | Debra Genyó | Debra Wilson |